# 1-я Московская улица
1-я Моско́вская — улица в городе Серпухове Московской области. Расположена в исторической части города. Расположение и схема застройки улицы в практически неизменном состоянии сохранились со времени Екатерининского «Плана реконструкции уездных городов Московской губернии», в соответствии с которым историческая Московская улица (в настоящее время разделена на 1-ю Московскую и 2-ю Московскую), представлявшая собой часть Малороссийского тракта, связывала цепь городских площадей от въезда в город на севере до южных границ вблизи переправы через Оку.
1-я Московская улица берёт начало от Северной площади северо-западе, пересекается с улицами Урицкого, Володарского, по Земляному мосту пересекает Серпейку, затем пересекается с Серпуховской улицей, Коммунистическим переулком, Советской улицей, улицей Ворошилова и заканчивается на юго-востоке Площадью Ленина. Длина — около 1 280 метров.

## Транспорт
1-я Московская является одной из главных городских транспортных артерий, по ней осуществляется движение общественного транспорта городских (в том числе автобусные маршруты № 2, 2М, 5, 6, 9, 12, 13, 15) и междугородних маршрутов. Интенсивность автомобильного движения высокая.

## Здания и объекты
- 1-я Московская, 42/8. Здание Александровской мужской гимназия, открытое в 1874 году усилиями земства: с 1874 года — прогимназия, с 1897 года — полноценная гимназия с восьмилетним курсом обучения.[1] В настоящий момент здание заброшено, в 2021 году там произошёл пожар[2].
- 1-я Московская, 51/23. Ансамбль жилых палат и двух жилых домов (середина XVIII, конец XVIII, первая половина XIX вв.) Исторический памятник, федеральная категория охраны (Ф-176).[3][4]
- Земляной мост через Серпейку, построенный в 1815 году. С мостом связана городская легенда о том, что якобы императрица, проезжавшая через Серпухов в 1775 году и «недовольная тем, что в этом месте тракт пересекала глубокая пойма речки, приказала засыпать овраг до срока её возвращения».[1]
- 1-я Московская, 39. Мемориальный музей фотографа Николая Платоновича Андреева (1882—1947).
- 1-я Московская, 30/15. Детская музыкальная школа № 3.

- Здания и объекты на 1-й Московской улице
- Серпейка. Вид с Земляного Моста, расположенного на улице 1-я Московская.
- Ансамбль жилых палат и двух жилых домов (середина XVIII, конец XVIII, первая половина XIX вв). 1-я Московская 51/23, вид с ул. Володарского.
- Дом-музей фотографа Николая Платоновича Андреева. 1-я Московская, 39.